# Ulota crassifolia
Ulota crassifolia là một loài rêu trong họ Orthotrichaceae. Loài này được (Hook. f. & Wilson) Hook. f. mô tả khoa học đầu tiên năm 1867.